# Sunset Limited
Le Sunset Limited est un train de voyageurs américain (États-Unis) de la Compagnie Amtrak. Il relie La Nouvelle-Orléans en Louisiane à Los Angeles en Californie et dessert notamment les gares de Houston et San Antonio au Texas, de Tucson en Arizona et Palm Spring en Californie. Le trajet s'effectue en 48 heures.
Depuis 2009, le train fait le trajet dans chacune des directions 3 fois par semaine.
De 1993 à 2005, ce train desservait aussi la ville d'Orlando (Floride).

## Gares desservies

### En Louisiane
- La Nouvelle-Orléans - Union Passenger Terminal (NOL) correspondances avec :
  - le City of New Orleans pour Chicago
  - le Crescent pour New-York
- Schriever (SCH)
- La Nouvelle-Ibérie (NIB)
- Lafayette (LFT)
- Lake Charles (LCH)

### Au Texas
- Beaumont (BMT)
- Houston (HOS)
- San Antonio (SAS) correspondance avec le Texas Eagle pour Chicago
- Del Rio (DRT)
- Sanderson (SND)
- Alpine (ALP)
- El Paso (ELP)

### Au Nouveau-Mexique
- Deming (DEM)
- Lordsburg (LDB)

### En Arizona
- Benson (BEN)
- Tucson (TUS)
- Maricopa (MRC) correspondance pour Phoenix
- Yuma (YUM)

### En Californie
- Palm Springs (PSN)
- Ontario (ONA)
- Pomona (POS)
- Los Angeles - Union Station (LAX) correspondances avec : 
  - le California Zephyr et le Southwest Chief pour Chicago
  - le Coast Starlight pour Seattle
  - le Pacific Surfliner pour San Luis Obispo ou San Diego